# Nishitōkyō
Nishitōkyō (西東京市, Nishitōkyō-shi) est une ville de la métropole de Tokyo, au Japon. Le nom de la ville signifie ouest de Tokyo.

## Géographie

### Situation
Nishitōkyō est située dans le centre nord de la métropole de Tokyo, à l'ouest des 23 arrondissements de Tokyo.

### Municipalités limitrophes
| Higashikurume | Niiza      | Nerima    |
| Kodaira       | Nishitōkyō | Nerima    |
| Koganei       | Musashino  | Musashino |

### Démographie
Au 1er avril 2025, la population de la ville de Nishitōkyō était de 206 302 habitants répartis sur une superficie de 15,75 km2.

## Histoire
La ville a été fondée le 21 janvier 2001 par la fusion des villes de Tanashi et Hōya.

## Transports
La ville est desservie par la ligne Seibu Ikebukuro et la ligne Seibu Shinjuku.

## Jumelages
Nishitōkyō est jumelée avec :
- Shimogō (Japon),
- Katsuura (Japon),
- Hokuto (Japon).